# Tajuria cippus
Tajuria cippus (Fabricius, 1798) è un lepidottero diurno appartenente alla famiglia Lycaenidae.

## Descrizione
I colori del maschio sono particolarmente sgargianti.
Le femmine sono più pallide e hanno ali più arrotondate.
Il lato inferiore è grigio con linee nere e una macchia ocellata nera e arancione sulle ali posteriori.

### Larva
Il bruco è bruno con disegni rosei. Si sviluppa su vischi.

## Distribuzione e habitat
Specie dell'Asia tropicale diffusa dall'India a Ceylon.